# Café du bon coin
Albums de Tri Yann
An heol a zo glaz Anniverscène
Café du bon coin est le septième album du groupe Tri Yann, paru en août 1983.

## Présentation
Le titre de cet album reprend le nom d'un ancien café de Nantes, situé à l'angle des rues Baron et Columelle. Sa couverture représente le logo de Tri Yann, créé pour l'occasion, et qui sera présent sur tous les albums suivants, soit sur la jaquette, soit sur le livret qui l'accompagne.
Cet album a une forte influence irlandaise. Il s'agit du dernier album studio auquel participe Bernard Baudriller en tant que membre du groupe, qu'il quitte en 1985 (il participe par la suite à d'autres enregistrements en studio, au titre « d'invité »).  
Le premier titre de l'album, Les Programmeurs, est l'adaptation d'une chanson populaire du pays de Guérande, Au son de la navette.
La Ville que j'ai tant aimée est une reprise, respectant la mélodie mais avec des paroles adaptées, de la chanson The Town I loved So Well de Phil Coulter. Elle évoque la défaite de la gauche à Orvault lors des élections municipales françaises de 1983.
O'Carolan's devotion - Irish dances est une suite instrumentale de compositions de Turlough O'Carolan et d'airs traditionnels irlandais.
La mélodie de Kalonkadour est largement inspirée de celle de Planxty Irwin, une composition de Turlough O'Carolan.
An Tourter (« Le Bulldozer »), d'après un poème de Visant Seité, dénonce les effets des remembrements à outrance.
La Chanson à boire est empruntée au répertoire de Gabriel Bataille (fin du XVIe ou début du XVIIe siècle).

## Titres
| No  | Titre                               | Durée |
| --- | ----------------------------------- | ----- |
| 1.  | Les Programmeurs                    | 3:31  |
| 2.  | La Ville que j'ai tant aimée        | 3:54  |
| 3.  | Kan peoc'h                          | 2:23  |
| 4.  | O'Carolan's devotion - Irish Dances | 6:34  |
| 5.  | Kalonkadour                         | 3:04  |
| 6.  | La Ville de La Rochelle             | 2:34  |
| 7.  | An tourter                          | 4:36  |
| 8.  | Irish Coffee - Abigail Judge        | 3:59  |
| 9.  | Aventurou Marian (kendalc'h)        | 3:08  |
| 10. | Chanson à boire                     | 3:13  |
| 11. | Complainte de Yuna Madalen          | 5:00  |
| 12. | Les Chevaux de Méné-Bré             | 2:14  |

## Musiciens
- Jean Chocun : chant, mandoline, bouzouki, guitare acoustique et électrique
- Jean-Paul Corbineau : chant, guitare acoustique
- Jean-Louis Jossic : chant, bombarde, chalémie, cromorne, flûte irlandaise, psaltérion
- Bernard Baudriller : chant, violon, violoncelle, basse, dulcimer, flûtes baroque, irlandaise et traversière
- Gérard Goron : vocal, batterie, percussions
- Christian Vignoles : guitares acoustique et électrique, basse, mandoloncelle, synthétiseurs

avec la participation de :
- Guy Battarel : synthétiseurs
- Henri Loustau : violon
- Hervé Morvan, Gervais Lemaire, Yves Robin, Joël Deux : quatuor de cromornes et flûtes baroques de l'Ensemble de Musique ancienne de Haute-Bretagne